# Liste der Monuments historiques in Dommartin-le-Coq
Die Liste der Monuments historiques in Dommartin-le-Coq führt die Monuments historiques in der französischen Gemeinde Dommartin-le-Coq auf.

## Liste der Objekte
| Bezeichnung                                     | Beschreibung                                                          | Standort                       | Kennzeichnung | Schutzstatus | Datum | Bild |
| ----------------------------------------------- | --------------------------------------------------------------------- | ------------------------------ | ------------- | ------------ | ----- | ---- |
| Skulptur Madonna mit Kind und Vogel             | Kalkstein, farbig gefasst, 15. Jahrhundert                            | in der Kirche St-Martin (Lage) | PM10000718    | Classé       | 1961  |      |
| Skulptur Madonna mit Kind                       | Holz, farbig gefasst und vergoldet, erste Hälfte des 16. Jahrhunderts | in der Kirche St-Martin (Lage) | PM10000719    | Classé       | 1961  |      |
| Skulptur Evangelist Lukas                       | Holz, farbig gefasst und vergoldet, 18. Jahrhundert                   | in der Kirche St-Martin (Lage) | PM10000723    | Classé       | 1961  |      |
| Skulptur Der heilige Martin teilt seinen Mantel | Holz, farbig gefasst, 16. Jahrhundert                                 | in der Kirche St-Martin (Lage) | PM10000720    | Classé       | 1961  |      |
| Skulptur eines heiligen Bischofs mit Buch       | Holz, farbig gefasst und vergoldet, 17. Jahrhundert                   | in der Kirche St-Martin (Lage) | PM10000721    | Classé       | 1961  |      |
| Skulptur Johannes Evangelist                    | Holz, farbig gefasst und vergoldet, 18. Jahrhundert                   | in der Kirche St-Martin (Lage) | PM10000722    | Classé       | 1961  |      |